# Manuel Silva
Manuel Silva (ur. 28 grudnia 1973 w Gondomar) – portugalski siatkarz.
Debiutował w klubie Ala Nun'Alvares Gondomar. Obecnie reprezentuje barwy AJF Bastardo.